# 南奥塞梯—委内瑞拉关系
南奥塞梯 - 委内瑞拉关系指的是南奥塞梯共和国和委内瑞拉之间的双边正式外交关系。 委内瑞拉于2009年9月10日承认南奥塞梯和阿布哈兹。
时任委内瑞拉总统烏戈·查維茲宣布，他的国家承认南奥塞梯和阿布哈兹，当时这项外交决定当着时任俄罗斯总统梅德韦杰夫主持。 查韦斯还宣布将与南奥塞梯和阿布哈兹建立正式外交关系。
查韦斯此前曾捍卫俄罗斯对这两个共和国的承认，称“俄罗斯承认阿布哈兹和南奥塞梯的独立，我们支持俄罗斯，俄罗斯是对的，正在维护它的利益。”
对此，没有与委内瑞拉建交的格鲁吉亚则谴责委内瑞拉政府的决定，並在同一天晚些时候发表的官方声明中称其为“独裁者”。
2012年7月25日，接替爱德华·贾巴耶维奇·科科伊季担任南奥塞梯总统的列昂尼德·季比洛夫后解雇纳里曼科扎耶夫为大使。